# Om din synd än är blodröd
Om din synd än är blodröd är en sång med text skriven 1888 av Fanny Crosby och med musik av William Howard Doane.

## Publicerad i
- Fridstoner 1926 som nr 110 under rubriken "Frälsnings- och helgelsesånger".
- Frälsningsarméns sångbok 1929 som nr 19 under rubriken "Frälsningssånger - Frälsningen i Kristus".
- Frälsningsarméns sångbok 1968 som nr 83 under rubriken "Frälsning".
- Frälsningsarméns sångbok 1990 som nr 363 under rubriken "Frälsning".